# 271年
| 千纪： | 1千纪                                                                                           |
| 世纪： | 2世纪 \| 3世纪 \| 4世纪                                                                         |
| 年代： | 240年代 \| 250年代 \| 260年代 \| 270年代 \| 280年代 \| 290年代 \| 300年代                       |
| 年份： | 266年 \| 267年 \| 268年 \| 269年 \| 270年 \| 271年 \| 272年 \| 273年 \| 274年 \| 275年 \| 276年 |
| 纪年： | 辛卯年（兔年）；东吴建衡三年；西晋泰始七年                                                      |

## 大事记
- 正月，孫皓聽信刁玄增改的讖文，認為自己是天命所歸，不顧眾人反對，用車載著自己的母親、妻子、孩子以及後宮上千人，親率大軍從牛渚（今安徽省當塗縣）西進伐晉，途中被大雪所阻，只好下令還師。
- 吴晋交阯之亂，吴大都督薛珝、陶璜率兵十万攻陷交趾。晋将杨稷、毛炅等被俘。九真、日南皆降于吴，東吳成功收復交州。
- 晋匈奴并州之战，十一月，匈奴刘猛攻并州(今山西太原)，并州刺史刘钦击破之。
- 禿髮樹機能聯合其他胡人在青山（今甘肅省环县西）圍困涼州刺史牽弘，牽弘軍敗而死。禿髮樹機能又在金山（今甘肅省山丹县南）擊敗涼州刺史蘇愉。

## 各国领袖

### 亞洲
- 中國
  - 西晋皇帝：晋武帝司马炎（265年－290年）
  - 孙吴皇帝：吴末帝（乌程侯）孙皓（264年－280年）
- 拓跋部 - 拓跋力微, 鲜卑大人（219年－277年）
- 朝鲜半岛（朝鲜三国时代）
  - 百济 - 古尔王，百济王 （234年－286年）
  - 伽耶 - 麻品王，伽耶君主（259年－291年）
  - 高句丽 - 西川王，高句丽王（270年－292年）
  - 新罗 - 味邹尼師今，新罗王（262年－284年）
- 亚美尼亚- 梯里达底三世，亚美尼亚王（252年－287年）
- 伊比利亚 - Aspacures一世，伊比利亚国王（265年－284年）
- 贵霜帝国 - Kanishka三世，贵霜君主（265年－275年）
- 巴克特里亞与健馱邏國- Hormizd一世（265年－295年）
- 波斯萨珊王朝 - 沙普尔一世，波斯国王（241年－272年）
- 印度笈多王朝 - 室利笈多（英语：Gupta (king)），笈多国王（240年－280年）
- 泰米尔哲罗王朝 - Perumkadungo（257年－287年）
- 西薩特拉普王朝- Rudrasen二世（256年－278年）

### 欧洲
- 罗马帝国 - 
  - 奥勒良，罗马皇帝（270年－275年）
  - 赛普蒂米乌斯，于達爾馬提亞自立为帝
- 帕米拉王國 - 
  - Vaballathus（267年－272年）
  - 芝诺比娅（摄政，267年－272年）
- 高卢帝国 - 
  1. 维克托利努斯，（269年－271年）
  2. 多米提安努斯，（270年－271年）
  3. 泰特里库斯一世，（271年－273年）
  4. 泰特里库斯二世，（271年－273年）

### 非洲
- 库施王朝 - Malegorobar，（266年－283年）
- 阿克苏姆王国王朝 - Endubis，（c.270－c.300年）

## 逝世
- 刘禅，蜀漢皇帝，後降晉（207年出生，64岁）。
- 裴秀，曹魏官吏，後為晉朝官員，地图学家（224年出生，47岁）。
- 牽弘，魏國將領牽招的次子、牽嘉的弟弟，曾任曹魏隴西郡太守、西晉揚州刺史與涼州刺史。
- 司馬望，西晉宗室、官員，安平獻王司馬孚次子。
- 司馬憲，西晉宗室。晉武帝司馬炎第五子。
- 丁奉，東吳重要將領。
- 丁封，與其兄丁奉同為東吳武將。
- 孟宗，孫吳重臣，歷任顯位，官至司空，《二十四孝》中的「哭竹生筍」主角。